# Олфорд, Стив
Стивен Тодд Олфорд (англ. Stephen Todd Alford; род. 23 ноября 1964, Франклин, Индиана) — американский профессиональный баскетболист, выступавший в Национальной баскетбольной ассоциации за команды «Даллас Маверикс» и «Голден Стэйт Уорриорз». Играл на позиции защитника. В 1984 году Олфорд стал олимпийским чемпионом Лос-Анджелеса в составе сборной США. С 1991 года занимается тренерской деятельностью, в настоящее время является главным тренером баскетбольной команды Калифорнийского университета в Лос-Анджелесе.

## Биография
Стив Олфорд родился во Франклине в семье Сэмюэля Олфорда, бывшей звезды баскетбольной команды Франклин-Колледжа, а впоследствии преподавателя физкультуры и ассистента баскетбольного тренера. Детство Стива прошло в Монро-Сити, Мартинсвилле и Нью-Касле. Во время учёбы в старшей школе Крайслера в Нью-Касле Олфорд был ведущим игроком школьной команды, которую тренировал его отец. В то время Стив уже имел рост 188 см и весил около 84 кг. В выпускном классе он в среднем за игру школьного чемпионата набирал 37,2 очка. В 1983 году Олфорд помог школьной команде дойти до четвертьфинала чемпионата штата. Сам он был удостоен звания лучшего игрока США среди школьников по версиям FCA и Converse, а также получил титул лучшего игрока штата Индиана.
После окончания школы Олфорд поступил в Индианский университет в Блумингтоне, где его тренером был знаменитый Боб Найт. С первого же года обучения Олфорд стал ведущим игроком университетской баскетбольной команды «Хузирс» и хорошо овладел броском в прыжке. Летом 1984 года возглавивший мужскую олимпийскую сборную США Найт пригласил только закончившего первый курс Олфорда в команду, где его партнёрами были Майкл Джордан, Патрик Юинг, Крис Маллин и другие высококлассные игроки. На Олимпийских играх Стив неплохо проявил себя, реализуя 64 процента бросков с игры и набирая в среднем по 10,2 очка, чем внёс немалый вклад в победу американской сборной в турнире.
Олфорд проучился в университете все четыре года, сыграл за «Хузирс» 125 игр, в которых набрал 2438 очков, установив новый рекорд Индианского университета (позднее рекорд был побит Кальбертом Чейни). На протяжении всех четырёх сезонов Олфорд удостаивался звания самого ценного игрока команды. Дважды, в 1986 и 1987 годах, он был включён в символическую сборную лучших игроков студенческого чемпионата. В сезоне 1986/1987 «Хузирс», ведомые своим лидером Олфордом, одержали 31 победу при 4 поражениях, заняли первое место в своей конференции и, в итоге, выиграли национальный чемпионат, обыграв в финале команду Сиракузского университета. Тренер Боб Найт называл Олфорда лучшим атакующим игроком в студенческом баскетболе из тех, чью игру ему доводилось видеть.
В 1987 году, после окончания университета, Олфорд был выбран на драфте НБА во втором раунде под общим 26-м номером командой «Даллас Маверикс». Его профессиональная карьера не сложилась — за четыре сезона, проведённые в НБА в составе «Маверикс» и «Голден Стэйт Уорриорз», Стив не сумел проявить себя. Всего в НБА он сыграл 169 игр, в которых набрал 744 очка.
Завершив карьеру игрока в 1991 году, Олфорд перешёл на тренерскую работу и возглавил баскетбольную команду Манчестерского колледжа в Индиане. За четыре года своей работы ему удалось трижды вывести команду в плей-офф, а в 1995 году выйти с ней в финал третьего чемпионата NCAA. Под руководством команда Манчестера одержала 78 побед при 29 поражениях. Следующим местом работы Олфорда стал Университет Юго-Западного Миссури, выступавший уже в первом дивизионе. Под руководством Олфорда «Медведи» попадали в турнир NIT, а в 1999 году дошли до одной восьмой финала турнира NCAA. За четыре сезона команда одержала 78 побед при 48 поражениях. С 1999 по 2007 годы Олфорд тренировал баскетбольную команду Университета Айовы, которая за это время по три раза играла в турнирах NIT и NCAA. С 23 марта 2007 года Олфорд тренирует команду Университета Нью-Мексико — «Лобос», которая под его руководством три раза становилась лучшей в конференции Маунтин-Уэст, а сам Олфорд дважды был удостоен звания лучшего тренера конференции.

## Статистика

### Статистика в НБА
| Сезон                                                                                    | Команда      | Регулярный сезон | Регулярный сезон | Регулярный сезон | Регулярный сезон | Регулярный сезон | Регулярный сезон | Регулярный сезон | Регулярный сезон | Регулярный сезон | Регулярный сезон | Регулярный сезон | Серия плей-офф | Серия плей-офф | Серия плей-офф | Серия плей-офф | Серия плей-офф | Серия плей-офф | Серия плей-офф | Серия плей-офф | Серия плей-офф | Серия плей-офф | Серия плей-офф |
| Сезон                                                                                    | Команда      | GP               | GS               | MPG              | FG%              | 3P%              | FT%              | RPG              | APG              | SPG              | BPG              | PPG              | GP             | GS             | MPG            | FG%            | 3P%            | FT%            | RPG            | APG            | SPG            | BPG            | PPG            |
| ---------------------------------------------------------------------------------------- | ------------ | ---------------- | ---------------- | ---------------- | ---------------- | ---------------- | ---------------- | ---------------- | ---------------- | ---------------- | ---------------- | ---------------- | -------------- | -------------- | -------------- | -------------- | -------------- | -------------- | -------------- | -------------- | -------------- | -------------- | -------------- |
| 1987/88                                                                                  | Даллас       | 28               | 0                | 7,0              | 38,2             | 12,5             | 94,1             | 0,8              | 0,8              | 0,6              | 0,1              | 2,1              | 4              | 0              | 3,0            | 37,5           | 0,0            | -              | 0,5            | 0,5            | 0,0            | 0,0            | 1,5            |
| 1988/89                                                                                  | Даллас       | 9                | 0                | 4,2              | 27,3             | 0,0              | 50,0             | 0,3              | 1,0              | 0,1              | 0,0              | 0,8              | Не участвовал  | Не участвовал  | Не участвовал  | Не участвовал  | Не участвовал  | Не участвовал  | Не участвовал  | Не участвовал  | Не участвовал  | Не участвовал  | Не участвовал  |
| 1988/89                                                                                  | Голден Стэйт | 57               | 3                | 15,2             | 46,3             | 37,7             | 83,1             | 1,2              | 1,5              | 0,8              | 0,1              | 6,3              | 6              | 0              | 8,7            | 40,9           | 44,4           | 75,0           | 0,7            | 0,8            | 0,3            | 0,0            | 4,2            |
| 1989/90                                                                                  | Даллас       | 41               | 0                | 7,4              | 45,7             | 31,8             | 94,6             | 0,6              | 1,0              | 0,4              | 0,1              | 4,1              | 3              | 0              | 14,0           | 44,4           | 33,3           | 100,0          | 1,0            | 2,7            | 0,3            | 0,0            | 7,7            |
| 1990/91                                                                                  | Даллас       | 34               | 0                | 6,9              | 50,4             | 30,4             | 83,9             | 0,7              | 0,6              | 0,2              | 0,0              | 4,4              | Не участвовал  | Не участвовал  | Не участвовал  | Не участвовал  | Не участвовал  | Не участвовал  | Не участвовал  | Не участвовал  | Не участвовал  | Не участвовал  | Не участвовал  |
|                                                                                          | Всего        | 169              | 3                | 9,7              | 45,9             | 32,4             | 87,0             | 0,9              | 1,0              | 0,5              | 0,1              | 4,4              | 13             | 0              | 8,2            | 41,7           | 35,3           | 88,9           | 0,7            | 1,2            | 0,2            | 0,0            | 4,2            |
| Наведите курсор мыши на аббревиатуры в заголовке таблицы, чтобы прочесть их расшифровку. |              |                  |                  |                  |                  |                  |                  |                  |                  |                  |                  |                  |                |                |                |                |                |                |                |                |                |                |                |

### Статистика в NCAA
| Сезон | Команда | Conf    | Class | GP  | GS  | MPG  | FG%  | 3P%  | FT%  | RPG | APG | SPG | BPG | PPG  |
| --- | ------- | ------- | ----- | --- | --- | ---- | ---- | ---- | ---- | --- | --- | --- | --- | ---- |
| 1983/84 | Индиана | Big Ten | FR    | 31  | 27  | 38,0 | 59,2 |      | 91,3 | 2,6 | 3,2 | 1,5 | 0,1 | 15,5 |
| 1984/85 | Индиана | Big Ten | SO    | 32  | 31  | 36,0 | 53,8 |      | 92,1 | 3,2 | 2,7 | 1,4 | 0,0 | 18,1 |
| 1985/86 | Индиана | Big Ten | JR    | 28  | 28  | 37,0 | 55,6 |      | 87,1 | 2,7 | 2,8 | 1,8 | 0,0 | 22,5 |
| 1986/87 | Индиана | Big Ten | SR    | 34  | 34  | 37,0 | 47,4 | 53,0 | 88,9 | 2,6 | 3,6 | 1,1 | 0,1 | 22,0 |
| Всего | Всего   | Всего   | Всего | 125 | 120 | 37,0 | 53,3 | 53,0 | 89,8 | 2,8 | 3,1 | 1,4 | 0,1 | 19,5 |
| Наведите курсор мыши на аббревиатуры в заголовке таблицы, чтобы прочесть их расшифровку Статистика приведена с сайта sports-reference.com |         |         |       |     |     |      |      |      |      |     |     |     |     |      |